# Hrastje, Maribor
Hrastje este o localitate din comuna Maribor, Slovenia, cu o populație de 511 locuitori.